# 朝倉神社前停留場
朝倉神社前停留場（日语：／ Asakura-jinjamae teiryūjō */?）是一個位於高知縣高知市朝倉，屬於土佐電交通伊野線的電車站。

## 相鄰停留場
土佐電交通
伊野線
朝倉站前－朝倉神社前－宮之奧